# Zeche Johann (Annen)
Die Zeche Johann in Hohenstein ist eine ehemalige Kleinzeche. Diese Kleinzeche wurde wenige Jahre nach dem Zweiten Weltkrieg als Stollenzeche betrieben. Besitzer der Zeche war zunächst August Bölte, im Laufe des Betriebes wechselte der Besitzer.

## Bergwerksgeschichte
Am 1. August des Jahres 1948 wurde die Zeche Johann in Betrieb genommen. Die Förderung erfolgte im Schacht Hohenstein. In der Zeit vom 12. April bis 2. August des Jahres 1950 war die Zeche außer Betrieb. Am 2. August desselben Jahres wechselte der Besitzer der Zeche, Eigner waren nun Putz & Bruckner. Nach dem Besitzerwechsel wurde die Zeche am 3. August desselben Jahres wieder in Betrieb genommen. Am 20. Mai des Jahres 1952 wurde der Betrieb erneut eingestellt. Am 7. Januar des darauffolgenden Jahres wurde die Zeche wieder in Betrieb genommen. Im Jahr 1955 erfolgte die Stilllegung der Zeche Johann. 

### Förderung und Belegschaft
Die ersten Belegschafts- und Förderzahlen stammen aus dem Jahr 1950, in diesem Jahr waren neun Bergleute auf der Zeche beschäftigt, die eine Förderung von 565 Tonnen Steinkohle erbrachten. Die maximale Förderung wurde im Jahr 1951 erbracht, mit elf Bergleuten wurden 2628 Tonnen Steinkohle gefördert. Die letzten bekannten Belegschafts- und Förderzahlen des Bergwerks stammen aus dem Jahr 1954, mit drei Bergleuten wurden 555 Tonnen Steinkohle abgebaut.